# Túnel Iwate-Ichinohe
O Túnel Iwate-Ichinohe (岩手一戸トンネル, Iwate-Ichinohe Ton’neru) é um túnel ferroviário terrestre de 25.810 km no Japão - parte do Tōhoku Shinkansen, que liga Tóquio a Aomori. Quando foi inaugurado em 2002, era o maior túnel terrestre em uso no mundo, mas o título foi ultrapassado pelo túnel de Lötschberg em junho de 2007.
| data                  | descrição                                       |
| --------------------- | ----------------------------------------------- |
| 1988                  | Início da pesquisa                              |
| Agosto de 1991        | Construção iniciada                             |
| Setembro de 2000      | Túnel cavado                                    |
| 1 de Dezembro de 2002 | Linha aberta                                    |
| 11 de Março de 2011   | Serviços suspensos por túnel devido a terremoto |

O túnel está localizado a 545 km da estação de Tóquio, na linha Tōhoku Shinkansen, a meio caminho entre Morioka e Hachinohe. A inspeção começou em 1988. Em 1991, a construção começou e o túnel se abriu em 2000. O túnel entrou em operação quando a linha ferroviária foi aberta em 2002. A profundidade máxima é de cerca de 200 m.